# Bucknell (Shropshire)
Bucknell is een civil parish in het bestuurlijke gebied Shropshire, in het Engelse graafschap Shropshire met 717 inwoners.